# Podul de la Fetești
Podul de la Fetești (denumit și Podul Borcea Nou) este un pod combinat de cale ferată și șosea, de tip constructiv grinzi cu zăbrele și viaduct, care traversează brațul Borcea al fluviului Dunărea și, împreună cu podul similar de la Cernavodă, conectează orașele Fetești și Cernavodă din România, între regiunile Dobrogea și Muntenia. Culeea estică a podului este situată pe insula fluvială Balta Ialomiței.
Podul este amplasat la kilometrul rutier 149+068 al autostrăzii A2, la km 152+149 al căii ferate București–Constanța, respectiv la kilometrul fluvial 42+500, la mică distanță în aval de vechiul pod feroviar construit de Anghel Saligny.

## Context și istoric
În anii 1970, creșterea traficului internațional de mărfuri având Portul Constanța ca principală poartă de intrare sau ieșire din țară a dus la suprasolicitarea sistemului rutier și feroviar. Traversarea rutieră a Dunării se făcea pe podul Giurgeni–Vadu Oii, element de infrastructură situat pe DN2A, un drum național cu o singură bandă pe sens și care străbate nenumărate localități. Feroviar, traversarea se făcea pe vechile poduri construite de Anghel Saligny peste brațul Borcea și peste Dunăre, limitate la un singur fir de circulație. A apărut astfel necesitatea construirii unor poduri noi în dreptul orașelor Fetești și Cernavodă, iar amplasamentul celui de la Fetești a fost stabilit în aval de podul lui Saligny.
S-a decis și construirea unei autostrăzi, iar noul pod rutier a fost proiectat cu două căi de circulație, fiecare cu câte două benzi. Podul feroviar, prevăzut a fi amplasat între cele două căi ale autostrăzii, a fost proiectat să susțină două fire de circulație, calea ferată urmând să fie dublată, electrificată și automatizată.
Lucrările au fost încredințate Centralei Construcții Căi Ferate București și au început în 1976, în timp ce la podul similar de la Cernavodă au demarat în 1980. Baza de calcul pentru proiectarea tablierelor metalice ale podurilor a fost lucrarea de doctorat a inginerului Dragoș Teodorescu, Contribuții la calculul static și dinamic al structurilor de poduri metalice din grinzi cu zăbrele, ținând seama de conlucrarea spațială. Pe toată perioada construcției, inginerul Teodorescu a coordonat colectivele pentru lucrări de suprastructură, infrastructură și tehnologii de execuție, și a participat la urmărirea lucrărilor pe șantier și în uzină. Colectivul de proiectare a podului a aparținut Institutului de Studii și Proiectări Căi Ferate București și a fost condus de inginerul Vasile Cănuță, avându-i drept colaboratori pe inginerii V. Juncu, A. Bucă, E. Coșneanu și A. Rădulescu din cadrul Secției Poduri condusă de inginerul Gheorghe Buzuloiu.
Tablierele metalice au fost uzinate de către Întreprinderea de Poduri Metalice Pitești, IMUT Moreni, Combinatul Metalurgic Bocșa și Șantierul Naval Galați. Probele de încercare a rezistenței s-au făcut pe parcursul unei săptămâni, construcțiile fiind traversate de 38 de locomotive Diesel și de 38 de basculante, fiecare având o încărcătură de peste 50 de tone. Podul a fost deschis în mai 1987, însă a fost dat în funcțiune după ce a fost terminat și cel de la Cernavodă. Cele două poduri au fost inaugurate oficial pe 21 noiembrie 1987.
În 2014, din cauza a peste 300 de fisuri în structură care au condus la o restricție de maxim 30 km/h a vitezei trenurilor, podurile feroviare de la Fetești și Cernavodă au fost închise circulației în vederea realizării unor lucrări de reabilitare. Prevăzute inițial a dura maxim 23 de luni, lucrările nu au fost terminate decât patru ani mai târziu, recepția efectuându-se pe 12 iulie 2018. Reabilitarea a fost executată de un consorțiu de firme alcătuit din S.C. Arcada Company S.A. Galați, S.C. Metabet CF S.A. Pitești și S.C. Compania Construcții Feroviare S.A.

## Caracteristici tehnice și geometrice
Podul de la Fetești are în total 11 deschideri și este compus dintr-un pod principal și viaducte de acces la acesta. Podul principal a fost realizat în soluția grinzi continui cu zăbrele cale jos și are deschiderile peste Dunăre de 140,00 + 140,00 + 140,00 m. Acest pod are cale dublă de rulare, pentru traficul rutier și cel feroviar. Cele două sensuri de circulație ale autostrăzii A2 sunt dispuse la stânga și la dreapta celor două fire ale căii ferate duble electrificate a magistralei CFR 800.
Celelalte 11 deschideri (3 pe malul stâng al Dunării și 8 pe malul drept) formează viaductele de acces la podul principal. Toate cele 11 deschideri ale viaductelor au lungimi egale, 50,00 m fiecare. Suprastructura viaductelor feroviare este realizată în soluția grinzi continui metalice casetate, iar cea a viaductelor rutiere a fost executată utilizându-se grinzi simplu rezemate din beton precomprimat. Grinzile prefabricate au fost pre-turnate pe șantier, dispuse câte trei în secțiune transversală, iar conlucrarea lor este asigurată prin placa superioară și cinci antretoaze.
Întregul ansamblu de poduri este de tip viaduct–pod–viaduct, ultima pilă a viaductelor devenind culeea podului. Infrastructurile sunt fundate indirect pe piloți forați de tip Benotto având diametrul de 1,08 m fiecare, iar elevațiile au fost executate din stâlpi circulari cu diametrul de 2,80 m și înălțimi variabile, cea maximă fiind de 17,00 m. Lungimea totală a complexului de poduri rutiere este de 982,5 m. Podul feroviar are o lungime de 972 m, din care 420 m podul propriu-zis, peste brațul Borcea, 151 m viaductele spre Fetești (București) și 401 m viaductele spre Cernavodă (Constanța).

## Taxă de traversare
Șoferii care traversează podul rutier trebuie să plătească o taxă calculată în funcție de tipul autovehiculului. Taxa este actualizată anual de Compania Națională de Administrare a Infrastructurii Rutiere și include și traversarea podului similar de la Cernavodă.